# Festival international du film de La Roche-sur-Yon 2018
Le Festival international du film de La Roche-sur-Yon 2018, 9e édition du festival, s'est déroulé du 15 au 21 octobre 2018.

## Déroulement et faits marquants
Le 21 octobre 2018, le palmarès est dévoilé : le Grand prix du jury est remporté par What You Gonna Do When the World's on Fire? de Roberto Minervini et le Prix spécial du jury par Profile de Timur Bekmambetov et La Favorite de Yórgos Lánthimos.

## Jury

### Compétition internationale
- Marie-Ange Luciani, productrice
- Nadav Lapid, réalisateur
- Giona A. Nazzaro, délégué général de la Semaine de la Critique à la Mostra de Venise

### Compétition nouvelles vagues
- Adina Pintilie, réalisatrice
- Eduardo Williams, réalisateur
- César Vayssié, réalisateur

## Sélection

### En compétition internationale
- Animal d'Armando Bo  Argentine
- Genèse de Philippe Lesage  Canada
- Maya de Mia Hansen-Løve  France
- Museo de Alonso Ruizpalacios  Mexique
- Profile de Timur Bekmambetov
- Styx de Wolfgang Fischer  Allemagne  Autriche
- Touch Me Not d'Adina Pintilie  Roumanie
- What You Gonna Do When the World's on Fire? de Roberto Minervini  Italie
- La Favorite (The Favourite) de Yórgos Lánthimos  Italie
- The Innocent de Simon Jaquemet  Suisse  Allemagne

### En compétition nouvelles vagues
- Friday's Child de A.J Edwards  États-Unis
- Le Discours d'acceptation de Nicolas Chauvin de Benjamin Crotty  France
- Ne coupez pas ! de Shinichiro Ueda  Japon
- Paisaje de Jimena Blanco  Argentine
- Skate Kitchen de Crystal Moselle  États-Unis
- Time Trial de Finlay Pretsell  Royaume-Uni
- Tracing Addai d'Esther Niemeier  Allemagne
- Virus Tropical de Santiago Caicedo  Colombie
- We the Animals de Jeremiah Zagar  États-Unis
- D'un château, l'autre de Emmanuel Marre  France  Belgique

### Séances spéciales
- Blaze de Ethan Hawke  États-Unis
- Sur le chemin de la rédemption (First Reformed) de Paul Schrader  États-Unis
- Matangi / Maya / M.I.A de Steve Loveridge  Sri Lanka  Royaume-Uni  États-Unis
- Djihadistes de père en fils de Talal Derki  Allemagne  Syrie  Liban
- Silvio et les Autres (Loro) de Paolo Sorrentino  Italie
- Nuestro Tiempo de Carlos Reygadas  Mexique
- High Life de Claire Denis  France
- Les Estivants de Valeria Bruni Tedeschi  Italie
- Les Veuves (Widows) de Steve McQueen  Royaume-Uni  États-Unis

### Variété
- Assassination Nation de Sam Levinson  États-Unis
- Exit (Cutterhead) de Rasmus Kloster Bro  Danemark
- First Light de Jason Stone  Canada
- Girls With Balls de Olivier Afonso  France
- Halloween de David Gordon Green  États-Unis
- Heavy Trip de Juuso Laatio et Jukka Vidgren  Finlande
- Inuyashiki de Shinsuke Sato  Japon
- Suspiria de Luca Guadagnino  États-Unis  Italie

### Perspectives
- Ceres de Janet van den Brand  Belgique  Pays-Bas
- L'Animale de Katharina Mückstein  Autriche
- Les Drapeaux de papier de Nathan Ambrosioni  France
- L'Heure de la sortie de Sébastien Marnier  France
- Lorello & Brunello de Jacopo Quadri  Italie
- The Last Race de Michael Dweck  États-Unis
- C'est ça l'amour de Claire Burger  France
- Le Lac de Igor Wojtowicz  France  Luxembourg

## Palmarès
- Grand prix du jury : What You Gonna Do When the World's on Fire? de Roberto Minervini
- Prix spécial du jury (ex æquo) : Profile de Timur Bekmambetov et La Favorite de Yórgos Lánthimos
- Prix Nouvelles Vagues : D'un château, l'autre de Emmanuel Marre
- Mention spéciale du jury Nouvelles Vagues (ex æquo) : Le Discours d'acceptation de Nicolas Chauvin de Benjamin Crotty et Ne coupez pas ! de Shinichiro Ueda
- Prix du public : Les Drapeaux de papier de Nathan Ambrosioni
- Prix Trajectoires : Les Drapeaux de papier de Nathan Ambrosioni